# Gautier de Dargies
Gautier de Dargies est un trouvère de langue picarde né au XIIe siècle (vers 1165) à Dargies, mort vers 1236. 

## Biographie
Gautier apparaît dans les documents relatifs aux années 1195, 1202 et 1206 comme vavasseur. En 1236, selon sa dernière apparition documentaire,  il avait atteint le rang  de chevalier. Sa carrière militaire est obscure mais, en 1189, probablement dans sa jeunesse il avait participé à la troisième croisade
Parmi les premiers trouvères, il était l'un des plus prolifiques. Les chansons de Gautier de Dargies nous sont parvenues dans seize manuscrits. Selon Anna Maria Raugei, Gautier a été inspiré par Conon de Béthune.